# Stiepeler Berg
Der Stiepeler Berg befindet sich im Stadtteil Stiepel von Bochum. Mit einer Höhe von 196 m über NN ist er die höchste Anhöhe Bochums. Am höchsten Punkt befindet sich der Hof Höltermann, Kemnader Straße 302a. Der Berg zählt zu den von Gesteinsschichten des Karbons gebildeten Ruhrhöhen rechtsseitig der Ruhr als nördlichster Teil des Rheinischen Schiefergebirges. An der Ministerstraße liegen die Behälter von H2BO Trinkwasser.